# 賈米森嶺
80°27′S 25°53′W / 80.450°S 25.883°W
賈米森嶺（英語：Jamieson Ridge），是南極洲的山嶺，位於科茨地，屬於沙克爾頓山脈中赫伯特山脈的一部分，長2公里，海拔高度約1,200米，在1967年由美國海軍拍攝空中照片，以蘇格蘭地質學家命名，現時由南極條約體系管理。